# Kerlingen
Kerlingen ist ein Ortsteil der Gemeinde Wallerfangen im Landkreis Saarlouis (Saarland). Bis Ende 1973 war Kerlingen eine eigenständige Gemeinde.

## Geographie
Kerlingen liegt auf dem Saargau am Südwesthang des Scheidberges.

## Geschichte
Die älteste urkundliche Erwähnung des Ortes unter dem Namen Kirlinga erfolgte in der Zeit um 950. In späteren Urkunden finden sich die Schreibweisen Karlingis (1123), Keirlingen (1183), Kirlingen (1294), Kerlinga und Kerchelingen (1356), Kerling-lès-Sarrelouis (19. Jh.).
1154 wurde Kerlingen im Zusammenhang mit der Abtei Fraulautern in einem Allodium zu „Kyrlingen“ genannt. Das damals erwähnte Sermlingen fiel wüst.
Wie viele andere Orte auf dem Saargau gehörte Kerlingen lange Zeit zum Herzogtum Lothringen und bis zum Beginn des 19. Jahrhunderts zu Frankreich.
Im Rahmen der saarländischen Gebiets- und Verwaltungsreform wurde die bis dahin eigenständige Gemeinde Kerlingen am 1. Januar 1974 der Gemeinde Wallerfangen zugeordnet. Kerlingen ist seitdem ein Ortsteil und ein Gemeindebezirk.

## Sehenswürdigkeiten
In der Nähe von Kerlingen finden sich die „Drei Kapuziner“, ein gallo-römisches Felsrelief. Dargestellt sind angeblich die keltischen Gottheiten Nantosuelta und Sucellus. Nantusuelta war die Schutzgöttin von Haus und Hof, aber auch der Unterwelt. Sie hielt einen Stab mit einem kleinen Haus obendrauf. Dieser stellte die Verbindung der guten Geister unter der Erde mit der Menschenwelt dar. Sucellus war der Gott der Bergleute und Schmiede, der Landwirtschaft und des Waldes.

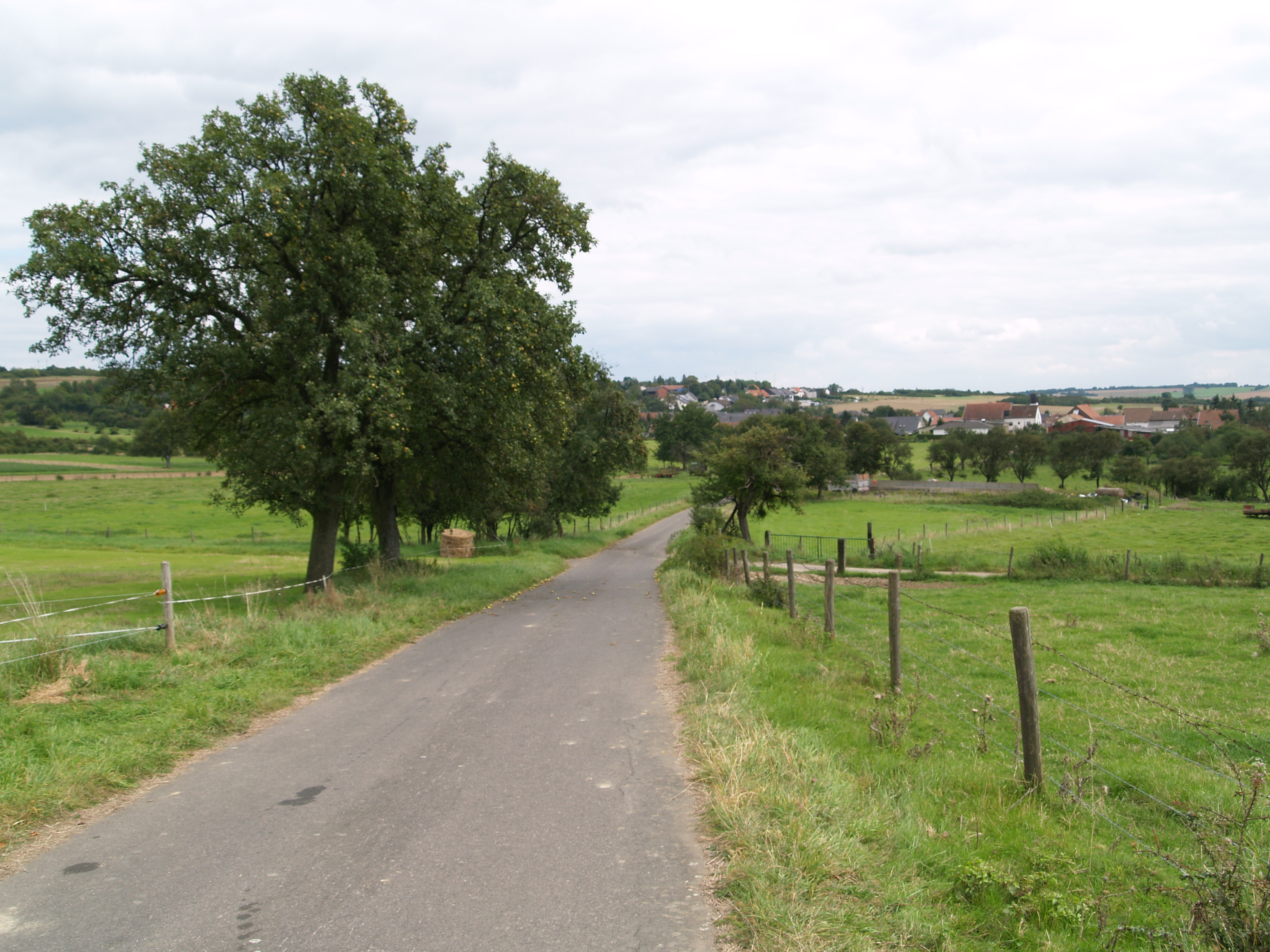
Feldweg nach Kerlingen
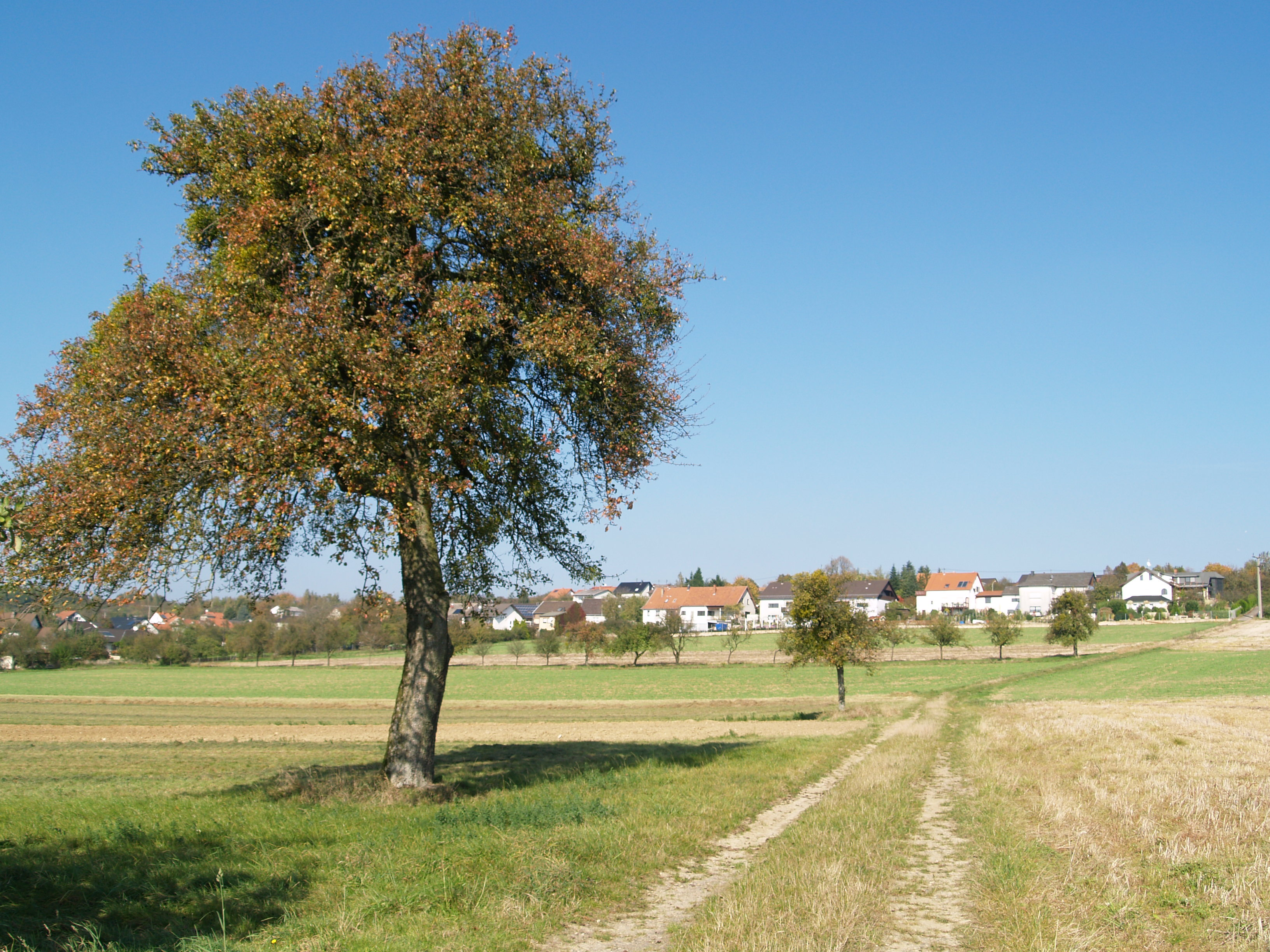
Kerlingen (Felder)
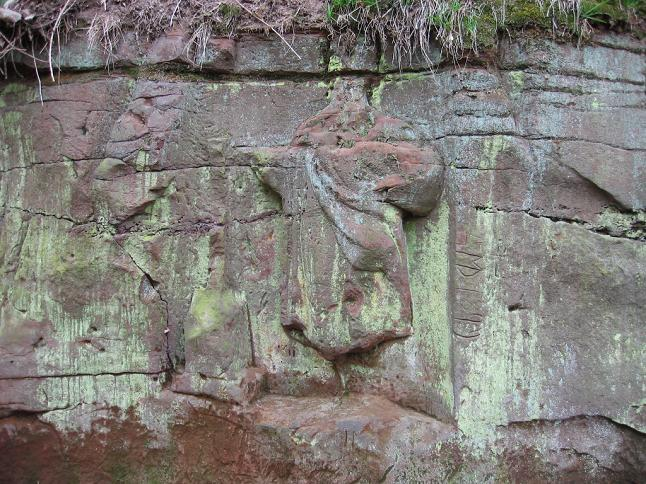
„Drei Kapuziner“ (gallo-römisches Relief)